# Сан Пелегрино (Терни)
Сан Пелегрино је насеље у Италији у округу Терни, региону Умбрија.
Према процени из 2011. у насељу је живело 40 становника. Насеље се налази на надморској висини од 322 м.